# Anthophora usbekistana
Anthophora usbekistana är en biart som beskrevs av Cockerell 1930. Anthophora usbekistana ingår i släktet pälsbin, och familjen långtungebin. Inga underarter finns listade i Catalogue of Life.